# Bidingen
Bidingen es un municipio en el distrito de Algovia Oriental en Baviera en Alemania.

## Lugares en el municipio
Gemarkungen
- Bernbach
- Bidingen

Otros
- Geblatsried
- Geislatsried
- Königsried
- Ob
- Tremmelschwang
- Weiler
- Ämbisried
- Ruderatsried
- Ebenried
- Korbsee
- Langweid
- Etzlensberg